# آندروس
آندروس (به یونانی: Άνδρος) یک جزیره و واحدهای استانی یونان در یونان است که در استان اژه جنوبی واقع شده‌است.

## خصوصیات
آندروس ۳۸۰٫۰ کیلومترمربع مساحت و ۹٬۲۲۱ نفر جمعیت دارد.